# Рудник Рейхелтс-Файнд
Рудник Рейхелтс-Файнд (Reichelt's Find) – колишній гірничодобувний майданчик на заході Австралії, одна з копалень на рудному полі Ерілстун (Erilstoun).
Золоторудне родовище Рейхелтс-Файнд відпрацьовувала у  1990 – 1993 роках компанія Golconda Minerals NL. Розробка велась відкритим способом та дозволила вилучити 0,3 млн тонн, що дало змогу отримати 1,3 тонни золота. 
Станом на середину 2020-х років права на гірничий відвід належать компанії Regis Resources Limited, яка анонсувала можливість відновлення розробки.